# Marco Antonio Campos

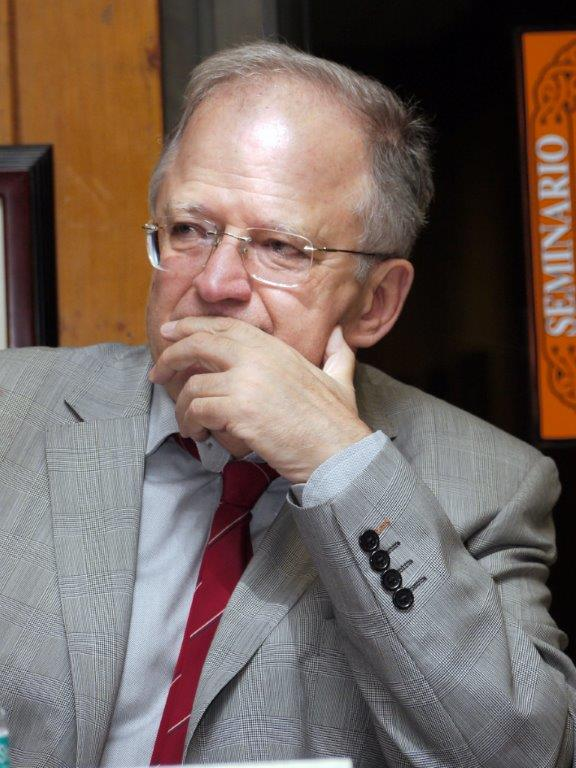
Marco Antonio Campos

Marco Antonio Campos (* 1949 in Mexiko-Stadt) ist ein mexikanischer Dichter, Prosaautor, Essayist und literarischer Übersetzer. Er ist Leiter des Encuentro de Poetas del Mundo Latino, einer im spanischen Sprachraum vielbeachteten Literaturveranstaltung.

## Werke (Auswahl)
- Muertos y disfraces (1974)
- Monólogos (1985)
- Los adioses del forastero (1996)
- Viernes en Jerusalén (2005)
- Dime dónde, en qué país (2010)

## Auszeichnungen
- Premio Xavier Villaurrutia (1992)
- Premio Iberoamericano Ramón López Velarde für Poesie (2010)
- Pablo-Neruda-Ehrenmedaille (2004)
- Premio Casa de América für Poesie (2005)

## Literarische Übersetzungen
Marco Antonio Campos übersetzte u. a. Werke von Charles Baudelaire, Arthur Rimbaud, André Gide, Antonin Artaud, Giuseppe Ungaretti, Salvatore Quasimodo, Cesare Pavese, Georg Trakl und Carlos Drummond de Andrade. Seine eigenen Gedichte wurden ins Englische, Französische, Deutsche, Italienische und Niederländische übersetzt.